# Saed Haddad
Saed Haddad (* 14. Dezember 1972 in Zarqa) ist ein in Jordanien geborener deutscher Komponist. 

## Leben
Haddad studierte Philosophie in Bait Dschala (1989–1992) und in Löwen (1992–1993), und später Komposition in Amman (1993–1996), Jerusalem (1998–2001) und promovierte in London (2002–2005).
In den Jahren 2004 bis 2006 erkundete Haddad seine Identität als Ausländer auf beiden Seiten, der westlichen und der arabischen Tradition, was ihn zu Überlegungen über Vergessenheit und Distanz zur eigenen Tradition anregte.
Haddad erhielt Aufträge und wurde aufgeführt von namhaften internationalen Ensembles, Orchestern und Festivals in Europa, Nordamerika, Australien, Afrika und Asien, wie z. B. Ensemble Modern, Klangforum Wien, London Sinfonietta, Ensemble intercontemporain, SWR Sinfonieorchester Baden-Baden und Freiburg, City of Birmingham Symphony Orchestra, Deutsches Symphonie-Orchester Berlin, West-Eastern Divan Orchestra, Donaueschinger Musiktage, Lucerne Festival, Wiener Konzerthaus, Salzburger Festspiele und Aldeburgh Festival. Unter den Dirigenten, die seine Werke uraufführten, waren Daniel Barenboim, Heinz Holliger und George Benjamin.
Saed Haddad wurde mehrere Male als Komponist in Residenz eingeladen und hielt an vielen Universitäten und Festivals Vorträge. Er war Gast bei verschiedenen Rundfunk- und Fernsehsendern, z. B. SWR, BR, Radio France und France 2.
Haddad wurde unter anderem mit dem Prix de Rome (Villa Medici und Villa Massimo 2008–2010) und dem Preis der deutschen Schallplattenkritik (2010) für seine bei Wergo erschienene Porträt-CD ausgezeichnet.
Seine Musik erscheint bei Wergo, NEOS und Ensemble Modern.

## Diskografie (Auswahl)
- 2010: Deutscher Musikrat – Zeitgenössischemusik – Saed Haddad (Wergo)